# Небезпечний поворот
«Небезпечний поворот» (рос. «Опасный поворот») — радянська трьохсерійна екранізація 1972 року однойменної п'єси  Дж. Б. Прістлі, поставлена режисером  Володимиром Басовим.

## Сюжет
Роберт Кеплен (Юрій Яковлєв), співвласник видавництва, влаштовує прийом в своєму особняку, де проживає разом зі своєю дружиною Фредою (дочкою засновника видавництва, нині покійного) (Валентина Титова). На прийомі присутні інші співвласники видавництва, дружини, родичі, співробітники.
Жінки слухають по радіо п'єсу «Не будіть сплячого собаку», головний персонаж якої будить істину, і істина вбиває його. В кімнату повертаються чоловіки, і під час бесіди Олуен відкриває музичну шкатулку. Мелодія шкатулки нагадує про брата Роберта. За версією, яку знає Роберт, його брат Мартін застрелився через зникнення у видавництві грошей. Звернувши увагу на деякі нестиковки в оповіданні присутніх, Роберт вирішує з'ясувати всю правду про самогубство брата.
Почавши, він вже не може зупинитися. В ході цього детективного розслідування, влаштованого Робертом, з'ясовується, що Мартін не застрелився, а був убитий. Ненароком істина, що відкрилася, розплутується як клубок подій і обставин події, що стає страшним ударом для Роберта і інших. Розкриваються неприємні таємниці і пороки ближнього кола сім'ї Кепленів, і замішаними в них виявляються майже всі родичі і друзі сім'ї. Відкриті обставини призводять до трагічного фіналу.

## У ролях
| Актор             | Роль                 |
| ----------------- | -------------------- |
| Юрій Яковлєв      | Роберт Кеплен        |
| Валентина Титова  | Фреда Кеплен         |
| Володимир Басов   | Чарлз Тревор Стентон |
| Олександр Дік     | Гордон Уайтхауз      |
| Олена Валаєва     | Бетті Уайтхауз       |
| Антоніна Шуранова | Олуен Піїл           |
| Руфіна Ніфонтова  | Міс Мод Мокрідж      |

## Знімальна група
- Сценарій і постановка —  Володимир Басов
- Головні оператори — Ілля Міньковецький, Петро Терпсіхоров
- Головний художник —  Олексій Пархоменко
- Композитор —  Веніамін Баснер
- Художник по костюмах — Ольга Кручиніна